# Cluster (gruppo musicale italiano)
I Cluster sono un gruppo vocale a cappella italiano, noto al grande pubblico per la partecipazione nel 2008 alla prima edizione di X Factor. Il loro stile unisce principalmente jazz, pop e fusion.

## Storia del gruppo
Il gruppo si forma nel 2004, è composto da cinque membri di cui tre uomini e due donne, tutti usciti da Conservatorio Niccolò Paganini di Genova. Nel 2006 pubblicano il loro primo album autoprodotto intitolato Cement distribuito da Venus Dischi.
Nel 2008 partecipano alla prima edizione di X Factor, entrano a far parte del talent show come ultima new entry nella squadra "gruppi vocali" capitanata da Morgan e con vocal coach Gaudi; nella gara durano solo due settimane, perdono al ballottaggio contro Ilaria Porceddu. Nel 2008, il gruppo pubblica il loro primo ed unico lavoro con etichetta Sony BMG, si tratta dell'EP Enjoy the Silence che raggiunge la posizione 46 nella classifica FIMI.
In questo periodo partecipano a alcuni importanti festival come l'Umbria Jazz Festival o il Bordighera Jazz Festival o al Sing Sing Festival; sono stati ospitati al Premio Ischia Internazionale di Giornalismo trasmesso su Rai 1.
Nel 2009 seguono due album editi per la E8 Records distribuiti da Self: Steps dove introducono l'uso del piano suonato da Colin Santosa molto apprezzato dalla critica di settore e l'album natalizio Christmas Present, quest'ultimo viene riedito il 23 novembre 2010.
Nel 2011 collaborano con Marco Mengoni nel brano Un gioco sporco, inserito nell'album di Mengoni Solo 2.0. L'anno successivo incidono con Morgan, la cover di Si può morire de I Gufi pubblicato in Italian Songbook Volume 2.. Il 14 luglio 2012 si esibiscono al VOCALnation di Washington, presso il Music Center di Strathmore.
Nel 2020 prendono parte come official band al programma televisivo di Rai2, Voice Anatomy, condotto da Pino Insegno.

## Formazione

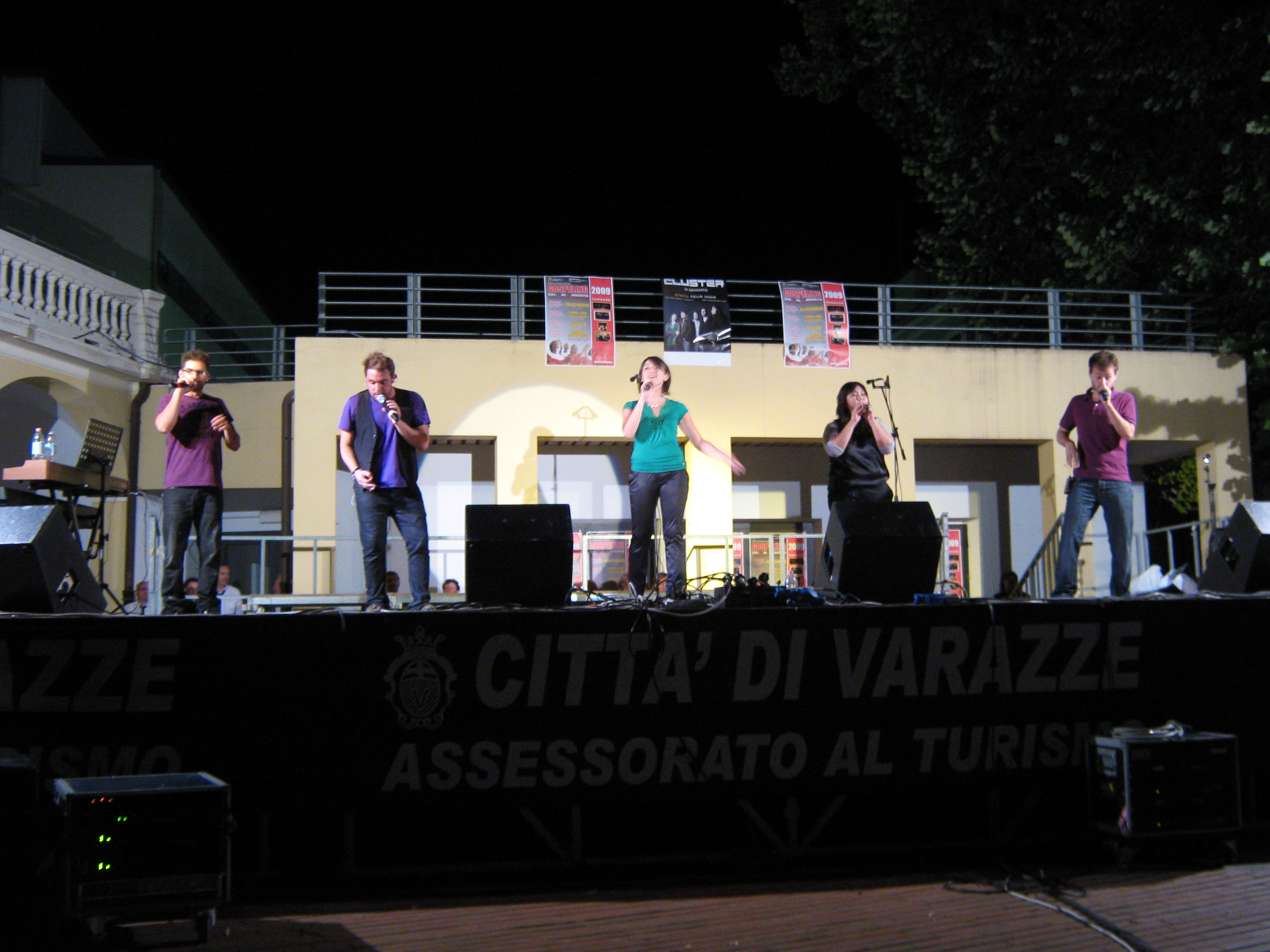
I Cluster a Varazze nel 2009

### Formazione attuale
- Erik Bosio (Genova, 4 giugno 1983) - baritono, beatboxing (2004-in corso)
- Nicola Nastos (Shiraz, Iran, 1981) - tenore, beatboxing (2004-in corso)
- Letizia Poltini (Genova, 22 agosto 1984) - soprano (2004-in corso)
- Liwen Magnatta (Genova, 3 novembre 1988) - contralto (2004-in corso)
- Lorenzo Subrizi (Cuneo, 23 agosto 1991) - basso, beatboxing (2018-in corso)

### Ex componenti
- Luca Moretti (Genova, 1981) - basso, beatboxing (2004-2016)
- Marco Meriggio (Garessio) - basso, beatboxing (2014-2018)

## Discografia

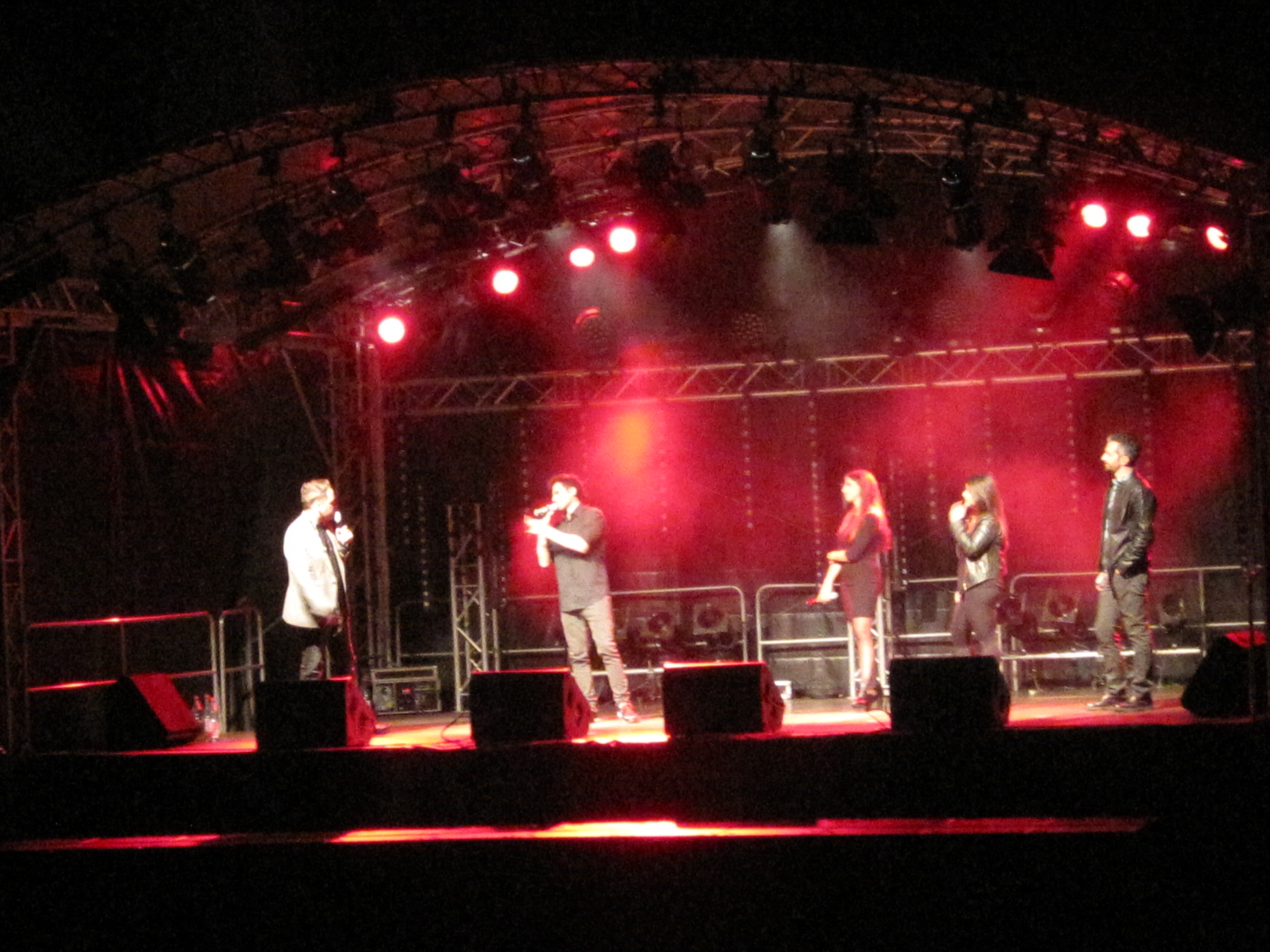
Cluster a Marburg nel 2015

### Album in studio
- 2007 - Cement (ClusterVoice/Venus)
- 2009 - Steps (E8 Records/Self)
- 2009 - Christmas Present (con riedizione 2010) (E8 Records/Self)
- 2015 - Enjoy the Silence (Columbia)
- 2016 - The Italian Project

### EP
- 2008 - Enjoy the Silence (Sony BMG)

### Partecipazioni
- 2008 - X Factor Compilation 2008 con il brano Don't You Worry 'Bout a Thing[13]
- 2011 - Solo 2.0 di Marco Mengoni con il brano Un gioco sporco
- 2012 - Italian Songbook Volume 2 di Morgan con il brano Si può morire

## Televisione
- X-Factor (Rai 2, 2008) – Concorrenti
- Voice Anatomy (Rai 2, 2020-2021)